# Puig d'en Ponç (Ullastret)
El Puig d'en Ponç és una muntanya de 97 metres que es troba al municipi d'Ullastret, a la comarca catalana del Baix Empordà.